# Haythem Mrabet
Pour les articles homonymes, voir M'rabet.
Haythem Mrabet, né le 15 octobre 1980 à Kébili, est un footballeur tunisien.
Il est formé au sein de l'Oasis sportive de Kébili où il fait ses premiers pas dans le monde du football. En 2011, il signe en faveur de l'Étoile sportive du Sahel.
Il a été appelé quelquefois au sein de l'équipe nationale tunisienne.

## Clubs
- avant 2002 : Oasis sportive de Kébili (Tunisie)
- 2002-juillet 2003 : Club olympique de Médenine (Tunisie)
- juillet 2003-juillet 2011 : Club sportif sfaxien (Tunisie)
  - juillet-décembre 2010 : Al Merreikh Omdurman (Soudan), prêt
- juillet 2011-janvier 2013 : Étoile sportive du Sahel (Tunisie)

## Palmarès
- Coupe de la confédération (2) :
  - Vainqueur : 2007, 2008
- Ligue des champions de la CAF :
  - Finaliste : 2006
- Ligue des champions arabes (1)
  - Vainqueur : 2004
- Coupe nord-africaine des vainqueurs de coupe (1)
  - Vainqueur : 2009
- Coupe de Tunisie (2) :
  - Vainqueur : 2004, 2009
- Championnat de Tunisie (1) :
  - Vainqueur : 2005